# Gran dirrombicosidodecaedro
En geometría, el gran dirrombicosidodecaedro (o gran disicosidisdodecaedro romo) es un poliedro uniforme estrellado, indexado como U75 (la última posición de la lista de Magnus Wenninger). Posee 124 caras (40 triángulos, 60 cuadrados y 24 pentagramas), 240 aristas y 60 vértices.
Es el único poliedro uniforme no degenerado con más de seis caras que se encuentran en un vértice. En cada vértice coinciden 4 cuadrados que pasan por el eje central del vértice (y por tanto, por el centro de la figura), alternando con dos triángulos y dos pentagramas. Otra característica inusual del gran dirrombicosidodecaedro es que todas las caras aparecen en pares coplanares.
También es el único poliedro uniforme que no se puede generar a partir de un triángulo esférico mediante la construcción de Wythoff. Su símbolo de Wythoff, | 3⁄2 5⁄3 3 5⁄2, es una notación especial que lo relaciona con un cuadrilátero esférico. Este símbolo sugiere que es una especie de poliedro romo, excepto que en lugar de que las caras originales estén rodeadas por triángulos como en la mayoría de los poliedros romos, están rodeadas por cuadrados.
Ha sido apodado el monstruo de Miller (en honor a J. C. P. Miller, quien con Harold Scott MacDonald Coxeter y M. S. Longuet-Higgins enumeró los poliedros uniformes en 1954).

## Poliedros relacionados
Si la definición de poliedro uniforme se relaja para permitir cualquier número par de caras adyacentes a una arista, entonces esta definición da lugar a otro poliedro: el gran dirrombidodecaedro birromo que tiene los mismos vértices y aristas pero con una disposición diferente de caras triangulares.
Los vértices y aristas también se comparten con los compuestos uniformes de 20 octaedros o de 20 tetrahemihexaedros. De sus 240 aristas, comparte 180 con el gran dodecicosidodecaedro romo.
| Envolvente convexa              | Gran dodecicosidodecaedro romo | Great Gran dirrombicosidodecaedro      |
| Gran dirrombidodecaedro birromo | Compuesto de veinte octaedros  | Compuesto de veinte tetrahemihexaedros |

Este poliedro está relacionado con el gran rombicosidodecaedro no convexo (el cuasirrombicosidodecaedro) por un recubrimiento ramificado: existe una correspondencia desde el gran dirrombicosidodecaedro hacia el cuasirrombicosidodecaedro que es 2 a 1 en todas partes, excepto en los vértices.

## Coordenadas cartesianas
Las coordenadas cartesianas para los vértices de un gran dirrombicosidodecaedro son todas las permutaciones pares (con un número par de signos más) de:
{\displaystyle \left(0,\pm {\frac {2}{\tau }},\pm {\frac {2}{\sqrt {\tau }}}\right),\left(\pm \left(-1+{\frac {1}{\sqrt {\tau ^{3}}}}\right),\pm \left({\frac {1}{\tau ^{2}}}-{\frac {1}{\sqrt {\tau }}}\right),\pm \left({\frac {1}{\tau }}+{\sqrt {\tau }}\right)\right),}
{\displaystyle \left(\pm \left({\frac {-1}{\tau }}+{\sqrt {\tau }}\right),\pm \left(-1-{\frac {1}{\sqrt {\tau ^{3}}}}\right),\pm \left({\frac {1}{\tau ^{2}}}+{\frac {1}{\sqrt {\tau }}}\right)\right),}
donde τ = (1+√5)/2 es el número áureo (a veces escrito φ). Estos vértices dan como resultado una longitud de borde de 2√2.

## Galería
| Relleno tradicional | Relleno módulo-2 | Vista interior del relleno módulo-2 |